# 真空ブレーキ
真空ブレーキ（しんくうブレーキ）は、鉄道のブレーキの一種で、ブレーキピストンを真空と大気圧の差で駆動するものである。1874年に最初に導入された。自動真空ブレーキシステムはイギリスの列車の設備として普遍的なものとなり、またイギリスの技術的影響を受けた国でも普及した。アメリカ合衆国の、主に狭軌の鉄道でも、しばらくの間採用された。
ただしいくつかの重要な制約があることから、イギリスでは1970年代から圧縮空気を利用した空気ブレーキに次第に置き換えられていった。世界中で真空ブレーキは空気ブレーキに置き換えられて廃れかかっているが、それでも南アフリカやインドなど一部の国では使われ続けている。

## 概要
初期の鉄道では、機関車や緩急車に備えられた手ブレーキにより列車のブレーキを掛けており、後には機関車に装備された蒸気ブレーキが用いられるようになった。これは明らかに不十分なものであったが、その当時の技術では容易には解決できなかった。列車全長に渡って鎖をつないでブレーキを掛けるチェーンブレーキシステムが開発されたが、列車全体に均等にブレーキを掛けることができなかった。
こうした問題は、柔軟なパイプで車両間をつなぎ、各車両のブレーキを機関車から制御できるようにした真空ブレーキシステムの採用で大きく解決へ向けて前進した。最初に考案されたものは単純な構造の直通真空ブレーキで、1874年にイギリスのノース・イースタン鉄道の技術者、J・R・スミスによって開発された。機関車から列車全体にブレーキ管が引き通されており、機関車に備えられた弁を操作することで真空が作られ、この真空がブレーキ管を通じて各車両のブレーキピストンを動かし、機関士によりブレーキの程度を加減することができるようになっていた。圧縮空気ではなく真空を用いることは、蒸気機関車においては簡単なエゼクターを用いることで可動部品を使わずに真空を作り出せるという点で好ましかった。
しかしながらこの直通真空ブレーキには大きな欠陥があり、走行中に列車が分離してしまったり不注意にブレーキ管が連結されていたりといった、何らかの理由で車両間のブレーキ管の連結が外れてしまうと、列車全体にわたりブレーキが効かなくなる。また配管が破損したりブレーキシリンダーに欠陥があったりしてもブレーキは効かなかった。
これに対処するためにまず最初に二重系にすることが考えられた。これを開発したのはハーディで、真空を作り出すエゼクターを2台にし、1台は列車全体用、もう1台は機関車用にした。たとえ配管がどちらか一方で破損したとしても、もう一つの系統で列車を止めることができた。またブレーキシリンダーを鉄の容器に入れて頑丈なものにし、破損しづらく改良した。これにより信頼性は大きく改善されたが、それでもなお列車の連結が切れてしまうと、機関車用のブレーキで停車することのできる機関車はともかく、切れてしまった後半の列車を止める術が無く、事故につながった。
このためハーディはさらに改良し、自動真空ブレーキが開発された。自動真空ブレーキでは直通真空ブレーキとは逆に、ブレーキを緩めるためにはブレーキ管を真空にする必要があり、ブレーキ管に空気が入るとブレーキが掛かる仕組みになっていた。これにより、何らかの理由でブレーキ管が外れたり破損したりすると自動的に列車全体にブレーキが掛かるようになっており、フェイルセーフな構成となった。
また1878年にはジェームズ・グレーシャムによって、ブレーキシリンダーを大型化して真空タンクとして利用し、ブレーキの操作に対して素早くブレーキ力が反応するようにする改良がなされた。ブレーキ弁にも改良が加えられて空気の侵入が抑えられている。
しかし、鉄道事業者は当初その採用に対して抵抗した。直通真空ブレーキよりもかなり多くの部品を使っていて、費用が嵩んだためである。
アーマー鉄道事故では、機関車から切り離された列車の一部が急勾配を暴走して88人が死亡した。もし自動真空ブレーキがこの列車に装備されていたら、この事故はまず起きなかったであろうことは明らかであった。事故の被害の大きさに関心が集まり、全ての旅客列車に自動式の貫通ブレーキを装備することを義務付ける1889年の法制へとつながった。

## 自動真空ブレーキの動作

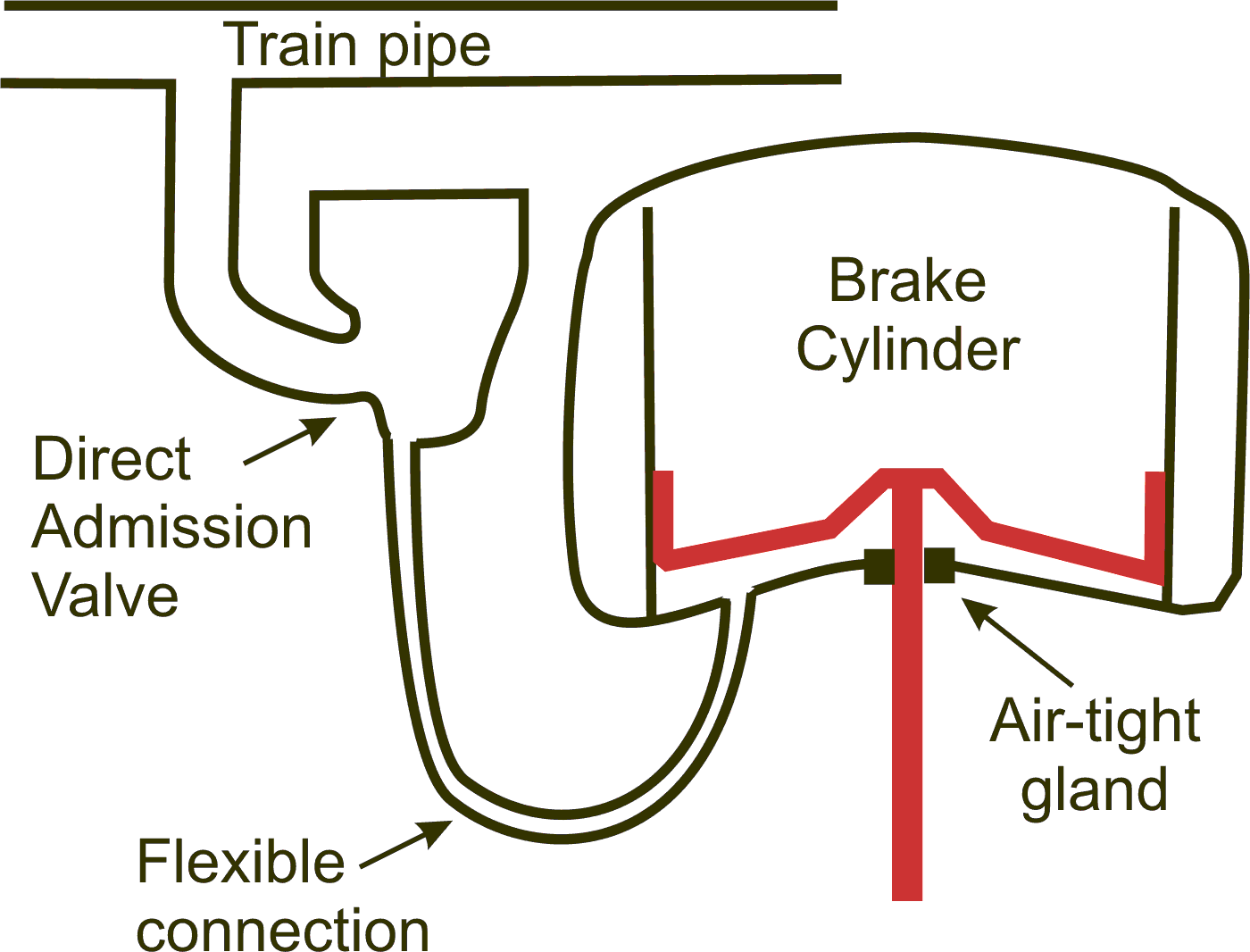
自動真空ブレーキのブレーキシリンダーと関連部品の概要図

自動真空ブレーキには列車の全長に渡って引き通されたブレーキ管がある。通常の列車走行時にはブレーキ管の中は真空になっており、ブレーキは緩められている。ブレーキ管の中に空気が入ってくると、空気圧が各車両のブレーキシリンダーの中のピストンを駆動する。ピストンの反対側には真空が残っているので、その差の力がピストンに働く。機械的なリンク機構によりこの力が制輪子に伝わり、車輪の踏面に押し当てられて摩擦によりブレーキ力が得られる。
この仕組みを実現するための構成部品は以下のとおりである。
ブレーキ管
各車両内を金属のパイプで引きとおされ、車両間は柔軟なパイプでつながれている。列車の末端ではブレーキ管は空気の漏れない栓がしてある。
機関車のエゼクター
ブレーキ管内の真空を作り出す。
ブレーキ弁
機関士が操作してエゼクターを動作させたり、ブレーキ管内に空気を入れて圧力を調整する、エゼクターの動作とブレーキ管の圧力調整は別々の制御になっていることもあれば組み合わされたブレーキ弁になっていることもある。
ブレーキシリンダー
制輪子につながったブレーキピストンが中に入っている。
真空計
ブレーキ管内の真空の程度を示す。
図の中では、ピストンが赤で示されている。下側で基礎ブレーキ装置につながっており、ピストンが持ち上げられるとブレーキが掛かる。
ブレーキシリンダー全体は、より大きなケースに入っており、ピストンが動く際に真空を「貯めておく」働きをする。ブレーキシリンダーは、ブレーキ装置の遊び調整を行うために、わずかに動かせるように作られている。このためジョイント・ベアリングによって支持されており、ブレーキ管との間は柔軟に接続されている。ブレーキピストンのピストンリングは柔軟な構造になっており、必要に応じて上側から下側へ空気を抜くことができるようになっている。

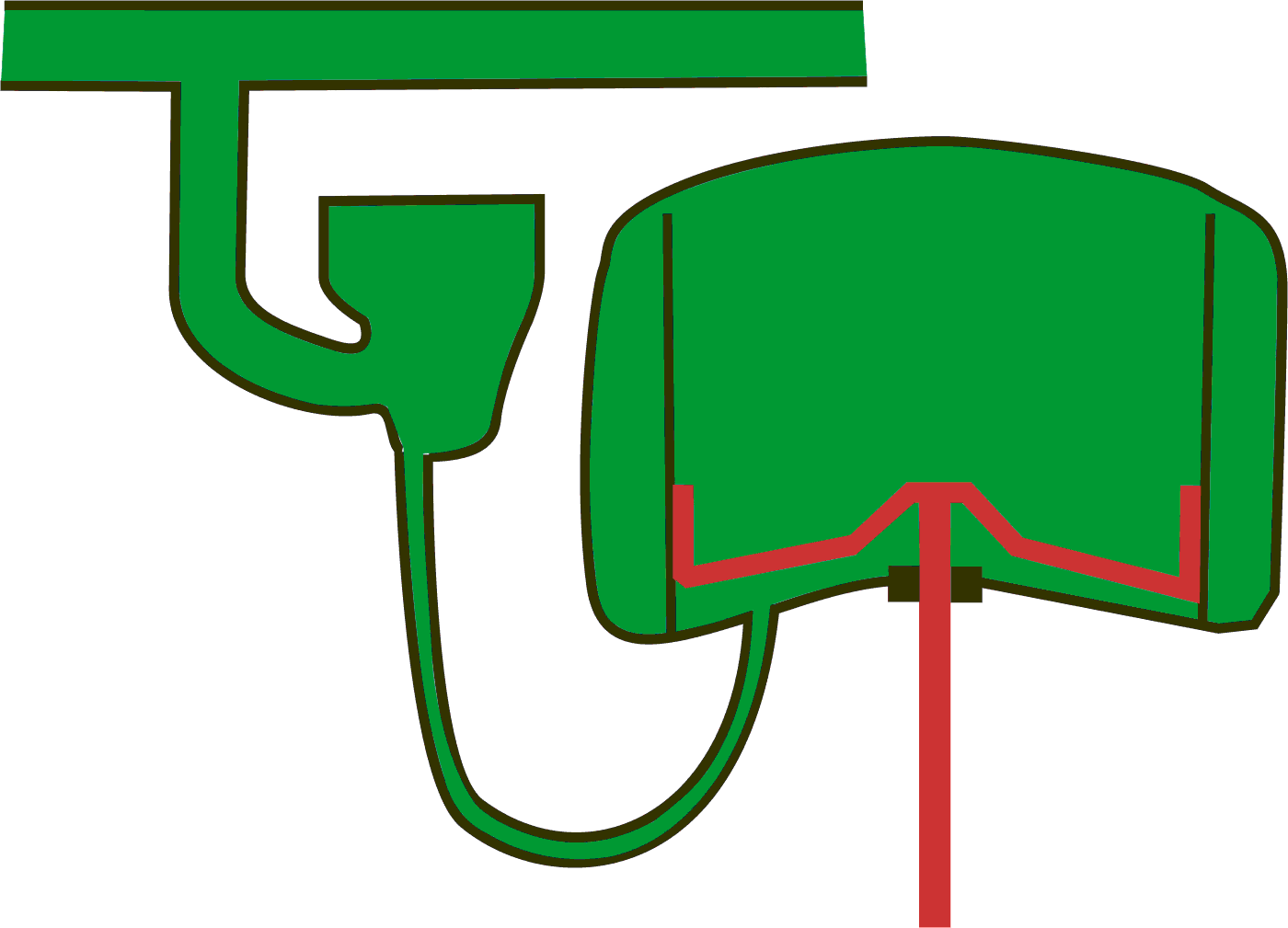
緩解時のブレーキシリンダー

車両が使われていない状態で、ブレーキが掛かっていない時には、ピストンの両側での圧力差が無いのでブレーキピストンは下部に落ち込んでいる。空気が次第に隙間から流れ込んでくるため、ブレーキ管やシリンダー内の真空は損なわれている。
機関車が連結されると、機関士はブレーキ弁を緩めた位置に移動させ、ブレーキ管から空気が抜かれて真空が作り出される。ブレーキシリンダーの上側からもブレーキ管を通じて空気が抜かれ、図では緑の部分が真空となる。

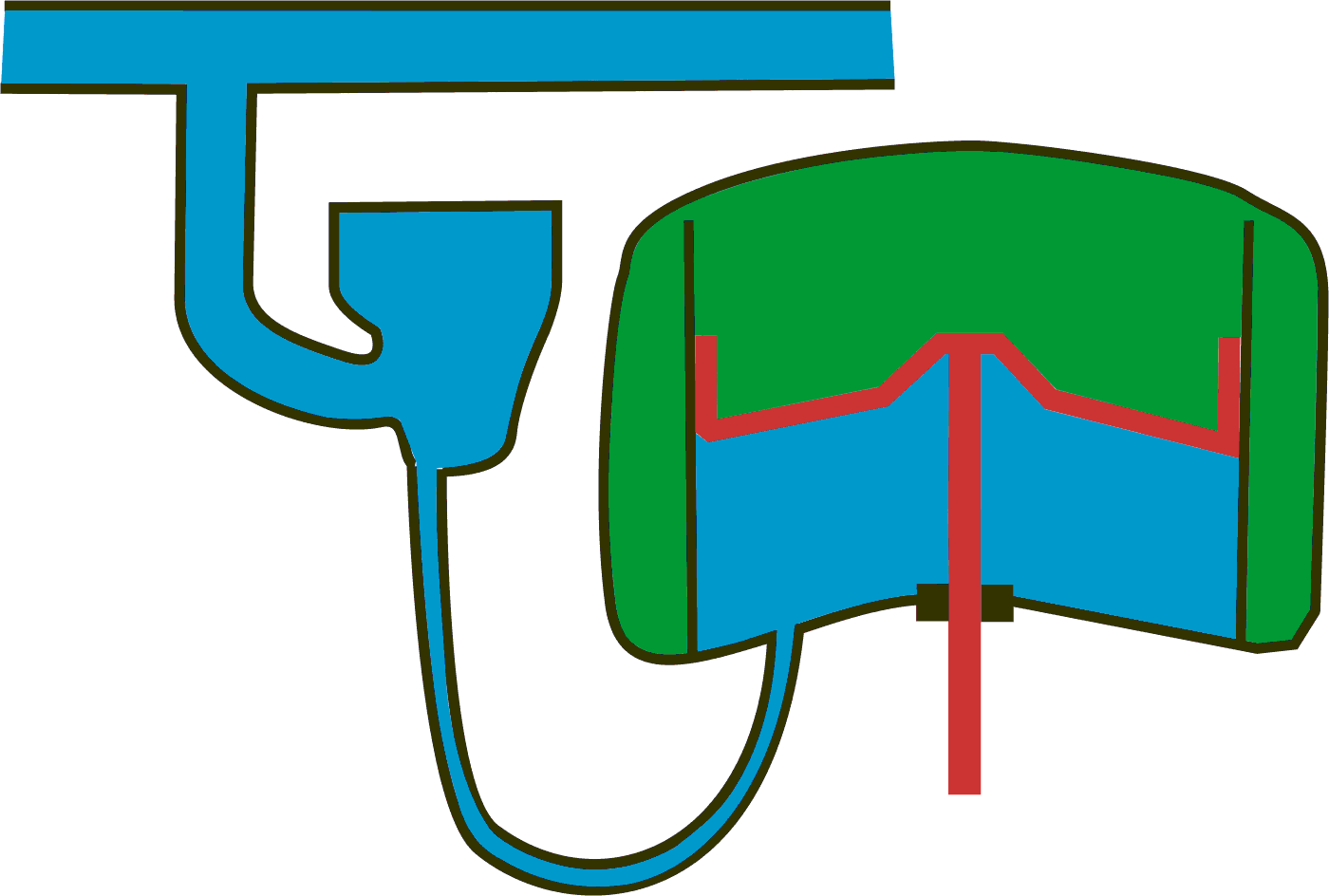
制動時のブレーキシリンダー

機関士がブレーキ弁をブレーキを締める位置に移動させると、ブレーキ管に空気が入ってくる。機関士の操作により、ブレーキ管内の圧力は大気圧に近くなる。この時、図の中で青く塗られている部分は、ブレーキピストンより上の緑に塗られている部分より高い圧力になり、この圧力差がピストンを上へ持ち上げてブレーキを作動させる。機関士は、ブレーキ管内に入れる空気の量を加減することでブレーキ力を加減することができる。
一旦ブレーキを掛けた後、ブレーキ弁を緩めの位置に戻すと、エゼクターが動作してブレーキ管から空気を抜いて再び元の気圧に戻そうとする。この時、ブレーキピストンは素早く戻ってすぐにブレーキ力が抜けるが、ブレーキシリンダー内の圧力が十分下がるまでには少し時間が掛かる。このため、一旦緩めた後にすぐにブレーキを再度掛けようとすると、シリンダー内の真空が足りずにブレーキが弱くしか掛からないという現象が起こる。安全のためには十分空気を抜いて真空度が回復してから列車を出発させる必要がある。

## 実際の運用

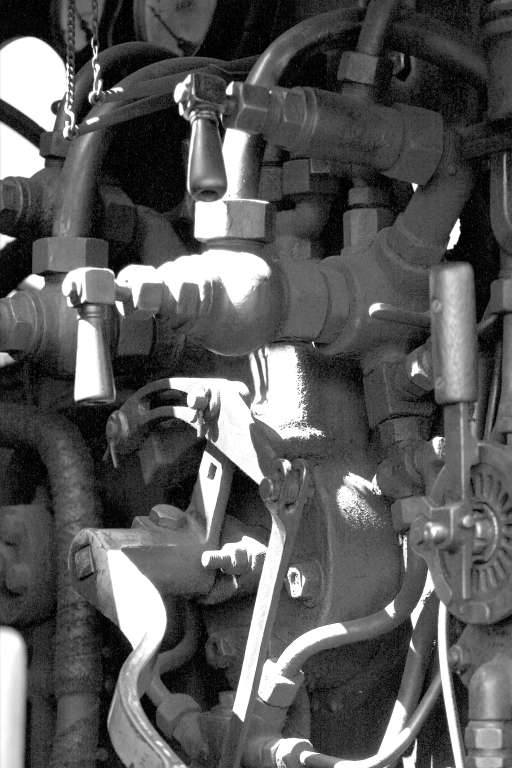
右側にブレーキ弁を、左側上下に小さなエゼクターと大きなエゼクターのコックを備えたグレート・ウェスタン鉄道の機関車

上述したように自動真空ブレーキは、鉄道のブレーキにおいてかなりの技術的進歩となった。実際の蒸気機関車では2つのエゼクターを持ち、小さなエゼクターで走行中に空気の漏れによってブレーキ管に入ってきた空気を吸出し、大きなエゼクターでブレーキを緩めていた。後のグレート・ウェスタン鉄道などでは、小さなエゼクターの代わりにクロスヘッドに接続された真空ポンプを用いた。
機関士の用いるブレーキ弁は通常、機関車の蒸気ブレーキの制御と組み合わせられていた。
ブレーキシリンダーにはリリースバルブが取り付けられている。シリンダーのそばにあるコードを手で引くことで操作され、その車両のブレーキシリンダーの上側（真空タンク側）に空気が入る。これは、列車から切り離された車両を他の機関車に連結せずに移動させるために、ブレーキを緩める時に必要とされている。列車から車両を切り離した時点では、ブレーキシリンダーには真空が残っており、一方切り離し作業のためにブレーキ管内に空気が入って、ブレーキが最大に効いた状態になっているからである。空気の漏れによりブレーキシリンダーの真空は次第に大気圧に戻っていくが、リリースバルブを操作することにより素早く大気圧に戻してブレーキを緩めることができる。
国有化以前のイギリスの鉄道会社は、最大の緩解でブレーキ管の圧力が21水銀柱インチ（533.4トル）の真空で動作するシステムで標準化していた。一気圧は約30水銀柱インチ（760 トル）である。グレート・ウェスタン鉄道だけが例外で、25水銀柱インチ（635トル）を使用していた。これは長距離の列車を運行する時に、グレート・ウェスタン鉄道の機関車から他の会社の機関車に交換すると、新しい機関車のエゼクターではしばしば完全にブレーキを緩めることができないという問題（ブレーキ不緩解）を引き起こす。各車両のブレーキシリンダーには25水銀柱インチの真空が残っていて、新しい機関車のエゼクターが21水銀柱インチの真空を作り出しても、ブレーキピストンが完全には戻らないからである。この場合、各車両のリリースバルブを開いて一旦ブレーキを完全に緩める操作をして回らなければならない。この時間の掛かる作業は、大きなグレート・ウェスタン鉄道の駅、例えばロンドン・パディントン駅やブリストル・テンプル・ミーズ駅などでしばしば繰り返されていた。
列車全体にブレーキ管が引き通されていることにより、緊急時に列車内のどこからでも非常ブレーキを掛けることができる。全ての車掌室にはブレーキバルブ（車掌弁）が備えられているほか、旅客が操作できる装置も設置されており、どちらかを操作するとその客車のブレーキ管に空気を入れるようになっている。
機関車が最初に列車に連結された時、あるいは車両が列車につながれたり切り離されたりした時には、列車全長に渡って正しくブレーキ管が接続されていることを確認するためにブレーキテストが行われる。

## 制約
自動真空ブレーキによって鉄道のブレーキ技術は大きく進歩したが、それにもかかわらずいくつかの制約がある。主なものは以下の通りである。
- 得られる真空度の現実的な制約とシリンダー内の空気圧を大気圧以上は掛けられないことがあり、必要とされるブレーキ力を得るためにはとても大きなブレーキピストンとシリンダーが必要とされる。イギリスの従来型の貨車の一部に1950年代に真空ブレーキが装備された時には、車両限界が厳しい専用線の中にはブレーキシリンダーの大きさのために入線を制限されるところもあった。
- いくつかの理由で、とても長い列車においては、完全にブレーキを掛けるためにはブレーキ管にかなりの量の空気を入れる必要があり、またブレーキを緩めるためにかなりの量の空気を抜く必要がある。もし停止現示の信号が急に進行に変わったら、機関士はブレーキを緩めて速度を回復させなければならない。ブレーキ管を空気が伝わるのに時間が掛かるので、列車の先頭側のブレーキピストンは既にブレーキを掛けたり緩めたりする操作に反応しているのに、列車の後の方はいくらか後になってから反応することになり、これは列車の長さ方向に望ましくない力が掛かることになる。最悪の場合、連結器を壊して列車が分離してしまうことになる。
- ブレーキ管内に真空があると、ほこりを管内に吸い込んでしまうことがある。1950年代にイルフォード (Ilford) の近くで、列車に適切なブレーキ力が得られなかったことによる事故が発生したことがある。丸まった新聞紙がブレーキ管内から発見され、これが原因で機関士のブレーキ操作に対して列車の後半部分が反応しなくなっていた。列車が出発する前に適切にブレーキテストを行っていれば、このような障害は発見できたはずのものである。

1950年代の開発により、各ブレーキシリンダーに直接吸気弁 (direct admission valve) が導入された。この弁は、ブレーキ弁によりブレーキ管内の空気圧が上昇すると、装備された真空タンクと弁の働きにより、ブレーキシリンダーの上側の空気を吸込むのと同時にブレーキシリンダーの下側から大気圧の空気を流し込むことでブレーキが掛り、ブレーキ弁によりブレーキ管内の真空度が上昇すると、装備された真空タンクと弁の働きにより、ブレーキシリンダーの上側から大気圧の空気を流し込むのと同時にブレーキシリンダーの下側から大気圧の空気が流れ出てブレーキが緩むことで、ブレーキの反応を素早くするようになっていた。

## 空気ブレーキへの移行
アメリカ合衆国（アメリカ）や大陸ヨーロッパ諸国では、初期には真空ブレーキの導入が図られた例もあったものの、いずれも後にジョージ・ウェスティングハウスの開発した空気ブレーキシステムへと移行している。
特にアメリカは空気ブレーキの開発国であり、1893年に公布された連邦法で通常の鉄道車両における自動連結器およびこの新型ブレーキの搭載が義務づけられたため、以後、アメリカでの真空ブレーキの採用例は事実上皆無となる。
空気ブレーキは、高い圧力の圧縮空気と大気圧の差でブレーキピストンを駆動する仕組みである。真空ブレーキでは気圧差は最大でも1 気圧にしかならないが、空気ブレーキはブレーキ管内の圧力を上げればその何倍もの圧力で動作させることができる。これにより小さなブレーキシリンダーでも同等、またはより高いブレーキ力を発揮できた。また、機関士の操作に対する応答性に優れ、さらに自動空気ブレーキでは三動弁と呼ばれる特殊な弁装置を使用することで列車分離事故などの際にフェイルセーフ性が確保されるなど、真空ブレーキと比べていくつかの重要な利点があった。
しかしながら空気ブレーキでは圧縮空気の供給源として空気圧縮機の搭載が必要で、さらには連続動作や非常時の動作のために一旦圧縮空気を蓄積するエアータンクも搭載せねばならず、真空ブレーキと比較してどうしても構造や配管が複雑なものとならざるをえない。
蒸気機関車の場合、空気圧縮には往復動（レシプロ）式の蒸気圧駆動による空気圧縮機が搭載されるが、保安上重要な機器であることから通常の場合、これは故障時の冗長性確保の意味を含めて複数の装置をまとめたものが搭載されるため、装置全体の容積が大きくなることは不可避であった。
空気圧縮機の独特な形と、ブレーキが緩められる時にブレーキ管に圧縮空気を再度込める独特の音から、ウェスティングハウスシステムを搭載した蒸気機関車は遠目であっても真空ブレーキ搭載車とは容易に区別可能である。
日本ではその創業時にイギリスから技術を導入したという経緯もあって、アメリカの技術導入で開業し、当初から自動空気ブレーキを採用していた北海道を除く全国の幹線鉄道各線で真空ブレーキが広く普及した。
だが、列車速度や牽引定数が増大した1910年代後半以降、曲線半径の小さな急曲線区間や山岳線区が多く、そのためどうしても制動回数の多い、そして車両限界が小さくブレーキシリンダーの大径化が困難な日本の鉄道では、連続使用後の真空度の維持が難しい真空ブレーキの限界が早くに露呈した。
このため、日本の鉄道省は1921年（大正10年）にウェスティングハウス・エア・ブレーキ社（WABCO）製自動空気ブレーキの導入を決断し、同年末より各車両への搭載工事が開始された。
このため、当時量産中であった旅客用蒸気機関車の18900形では1922年（大正11年）製造分から、8620形は遅れて1923年（大正12年）製造分から、貨物用の9600形も同年製造分から、順次自動空気ブレーキ装置と、その動作に必要となる空気圧縮機や元空気溜などを搭載した姿で竣工するようになった。また、同じく1923年（大正12年）より製造が開始された重量貨物列車用の9900形では、当初よりこれらの装備が搭載されており、自動連結器の採用と合わせて貨物列車の牽引定数の大幅な引き上げに成功している。
また、こうした機関車側の変更に合わせて客貨車にWABCO製P（客車用）・K（貨車用）ブレーキがそれぞれ導入開始されており、これらの移行は連環式連結器から自動連結器への切り替えという歴史に残る一大イベントを挟んで徐々に進められた。
最終的には、1930年代初頭までに鉄道省在籍全車両と各私鉄の省線直通車両について、真空ブレーキ搭載車への自動空気ブレーキの搭載工事と、非直通車両からの真空ブレーキの撤去工事が実施され、ここに日本の鉄道からは真空ブレーキ搭載車が完全に消滅した。
なお、ブレーキの移行期間中の機関車各形式については、いずれも原則的に真空ブレーキと自動空気ブレーキを併設した形で運用されており、それらは移行完了後に順次真空ブレーキ用各機器や配管の撤去を実施している。
イギリスでは、グレート・イースタン鉄道、ノース・イースタン鉄道、ロンドン・ブライトン・アンド・サウス・コースト鉄道、カレドニアン鉄道がウェスティングハウスのシステムを採用していた。またワイト島の鉄道でも標準であった。当然のことながら、これにより他の線と直通する列車については互換性の問題が生じた。適切なブレーキシステムを備えていない車両でも、異なるブレーキシステムの列車に連結して走らせられるように車両を引き通すブレーキ管を設けていた。これによりその車両より後ろに連結されている車両のブレーキを制御することができたが、当然ながらその車両自体のブレーキ力は働かない。

## デュアルブレーキ
もし両方の設備を載せられるだけのスペースがあれば、真空ブレーキと空気ブレーキのデュアルブレーキにすることもできる。どちらか一方のための引き通しブレーキ管を備えているのなら、もう一方のブレーキを装備することはかなり簡単である。列車の乗務員は、使用する側のブレーキシステムを備えていない貨車がブレーキ力を働かせないように注意する必要があり、また下り勾配での余裕を見る必要がある。イギリス国鉄の初期の多くのディーゼル機関車はデュアルブレーキを備えていて、国有化以前の各私鉄から引き継いだ車両がその出自に応じて異なるブレーキシステムを搭載していることに対応していた。
空気ブレーキでは列車の末端でブレーキ管にしっかり栓をする必要がある。閉栓が不適切であると、ブレーキ力が減少して危険なオーバーラン事故を招くことになる。真空ブレーキでは、列車の末端では真空の吸引力により栓をすることができる。真空ブレーキは空気ブレーキに比べてブレーキ管を塞ぐことが難しい。

## 今日の真空ブレーキ
今日真空ブレーキを利用している大きな鉄道事業者としてはインドの国有インド鉄道と南アフリカのトランスネットがあるが、これらの事業者でも空気ブレーキやデュアルブレーキを用いた車両がある。他のアフリカ諸国の鉄道にも真空ブレーキを使い続ける車両が多数存在する。南アメリカではアルゼンチン、ウルグアイ、パラグアイの古い車両が真空ブレーキを搭載するが、現在は空気ブレーキが主力となりあまり使用されていない。東南アジアではミャンマーのミャンマー国鉄やタイのタイ国鉄の一部機関車で真空ブレーキのみに対応するものが現役のほか、ヨーロッパのスイスではレーティッシュ鉄道やマッターホルン・ゴッタルド鉄道など一部の私鉄が真空ブレーキを使用している。
イギリスのナショナル・レールでは完全に空気ブレーキに置き換えられているが、多くの保存鉄道では現役である。また本線用の車両で真空ブレーキを装備したものはますます少なくなりつつある。